# Kusinoha Dai
Kusinoha Dai är en kulle i Antarktis. Den ligger i Östantarktis. Norge gör anspråk på området.
Terrängen runt Kusinoha Dai är lite kuperad. Havet är nära Kusinoha Dai västerut. Trakten är glest befolkad. Närmaste befolkade plats är Showa Station, 5,6 kilometer norr om Kusinoha Dai. 